# Gustave Saacké
Jean Baptiste Marie Gustave „Gus” Saacké (ur. 20 sierpnia 1884 w Sète, zm. 18 kwietnia 1975) – francuski architekt, złoty medalista Olimpijskiego Konkursu Sztuki i Literatury 1932. 

## Życiorys
Jego rodzicami byli Frédéric Gustave Saacké i Marie Gleizes. Od 1906 roku pobierał nauki w École nationale supérieure des beaux-arts w Paryżu, którą ukończył w 1919 roku (praca dyplomowa – Une Banque privée dans une ville de province).
W latach 20. jego współpracownikami byli Pierre Bailly i Jacques Lambert. Na wystawę „1925, quand l'Art Déco séduit le monde”, która odbyła się w Paryżu, zaprojektowali Pavillon des Diamantaires. Są również twórcami Stade Jean-Bouin w Paryżu (w 2010 roku został zburzony i ponownie wybudowany).
Około 1930 roku jego współpracownikami byli Pierre Bailly i Pierre Montenot. Podczas Wystawy Kolonialnej 1931 w Paryżu, Saacké wraz z Baillym i Montenotem byli autorami Le pavillon de la Nouvelle-Calédonie, w którym odtworzyli domy Kanaków i Maorysów. Razem utworzyli projekt budowy cyrku przeznaczonego do walk byków (fr. Cirque pour Toros), za który w 1932 roku otrzymali złoty medal w Olimpijskim Konkursie Sztuki i Literatury w kategorii projektów architektonicznych (otrzymali to wyróżnienie mimo faktu, że ich dzieło nie było powiązane z żadną dyscypliną olimpijską). Do konkursu architektury zgłosili jeszcze plany stadionu pływackiego i centrum promocji pływania (nie zdobyły wyróżnień).
W latach 30. był współtwórcą wielu projektów architektonicznych w Wenezueli – jednym z nich był budynek banku w Maracay, przemianowany później na Muzeum Antropologii i Historii. 
W 1942 roku zaprojektował Centrum Techniczne Aluminium, w którym swoją siedzibę miał Francuski Związek Piłki Nożnej.
Jego wnukiem był reżyser Jean-Jacques Vierne.

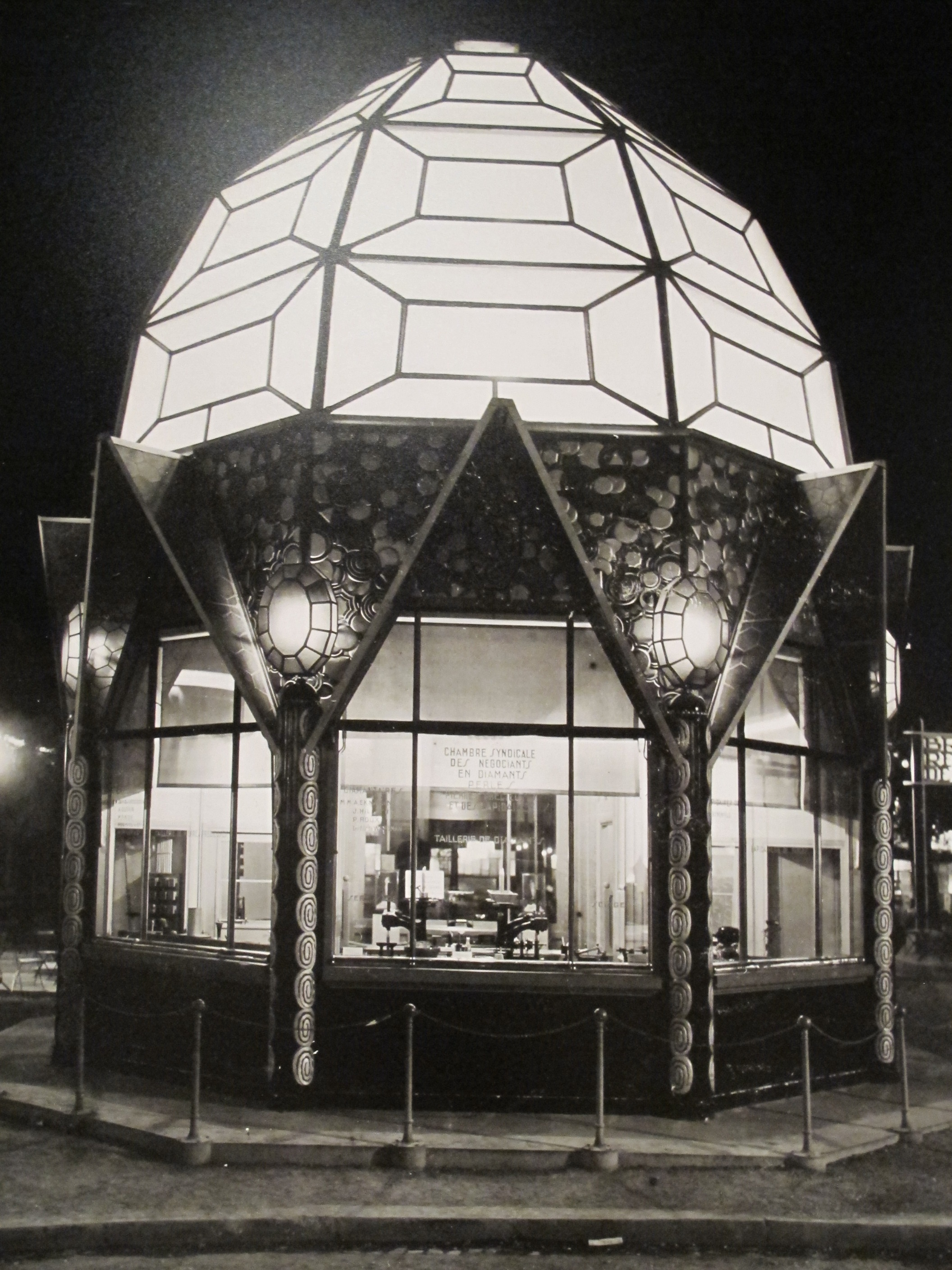
Le pavillon des Diamantaires
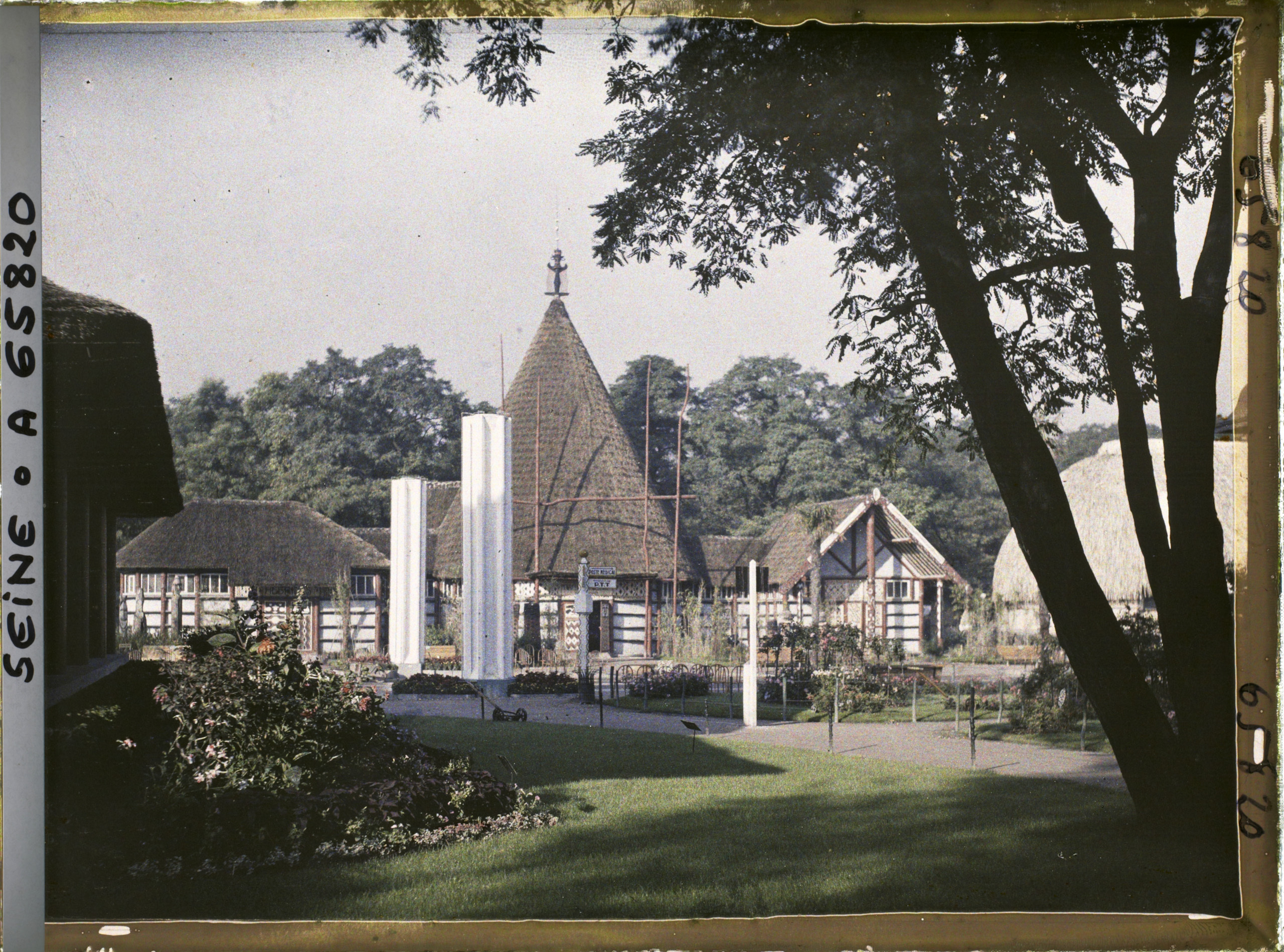
Le pavillon de la Nouvelle-Calédonie, Wystawa Kolonialna 1931
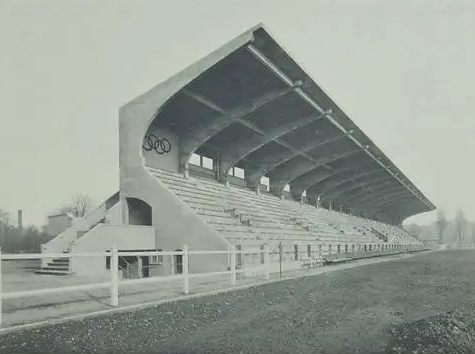
Stade Jean-Bouin w Paryżu
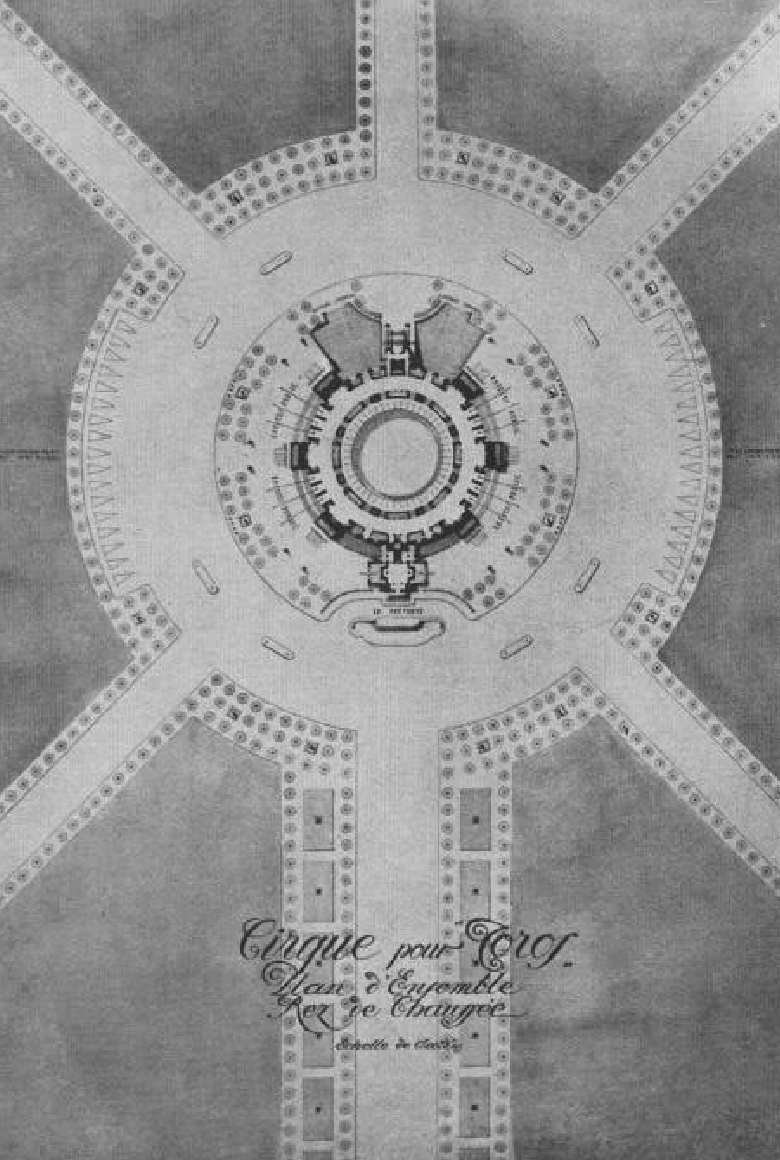
Cirque pour Toros